# Yannis Yssaad
Yannis Yssaad (* 25. Juni 1993 in Villeneuve-Saint-Georges) ist ein französischer Straßenradrennfahrer.
Yassad fuhr 2012 und 2013 jeweils zum Saisonende als Stagiaire für das Continental Team BigMat-Auber 93, bei dem er 2014 einen regulären Vertrag erhielt. 2015 hatte er keinen Vertrag bei einem internationalen Radsportteam, gewann jedoch eine Etappe der Tour de Bretagne Cycliste, worauf er 2016 einen Vertrag bei dem Radsportteam des französischen Heeres erhielt.

## Erfolge
2015
- eine Etappe Tour de Bretagne

2016
- eine Etappe Rhône-Alpes Isère Tour

2017
- Paris–Troyes
- eine Etappe An Post Rás
- eine Etappe Ronde de l’Oise
- zwei Etappen Troféu Joaquim Agostinho

2018
- eine Etappe Rhône-Alpes Isère Tour

## Teams
- 2012 Auber 93
- 2013 BigMat-Auber 93
- 2014 BigMat-Auber 93

- 2016 Armée de terre
- 2017 Armée de terre
- 2018 Caja Rural-Seguros RGA